# Диференціальна конденсація
Диференціа́льна конденса́ція (рос. дифференциальная конденсация; англ. differential condensation, fractional condensation; нім. Differentialkondensation f) — процес утворення рідкої фази в газоконденсатній (багатокомпонентній) суміші при сту-пінчастому випуску із посудини (бомби PVT) парової фази (ступінчастій зміні тиску) і незмінній температурі. Є багаторазовим повторенням процесу контактної конденсації (однократної) для газоконденсатної суміші змінної маси і складу.